# Świątniki (Sobótka)

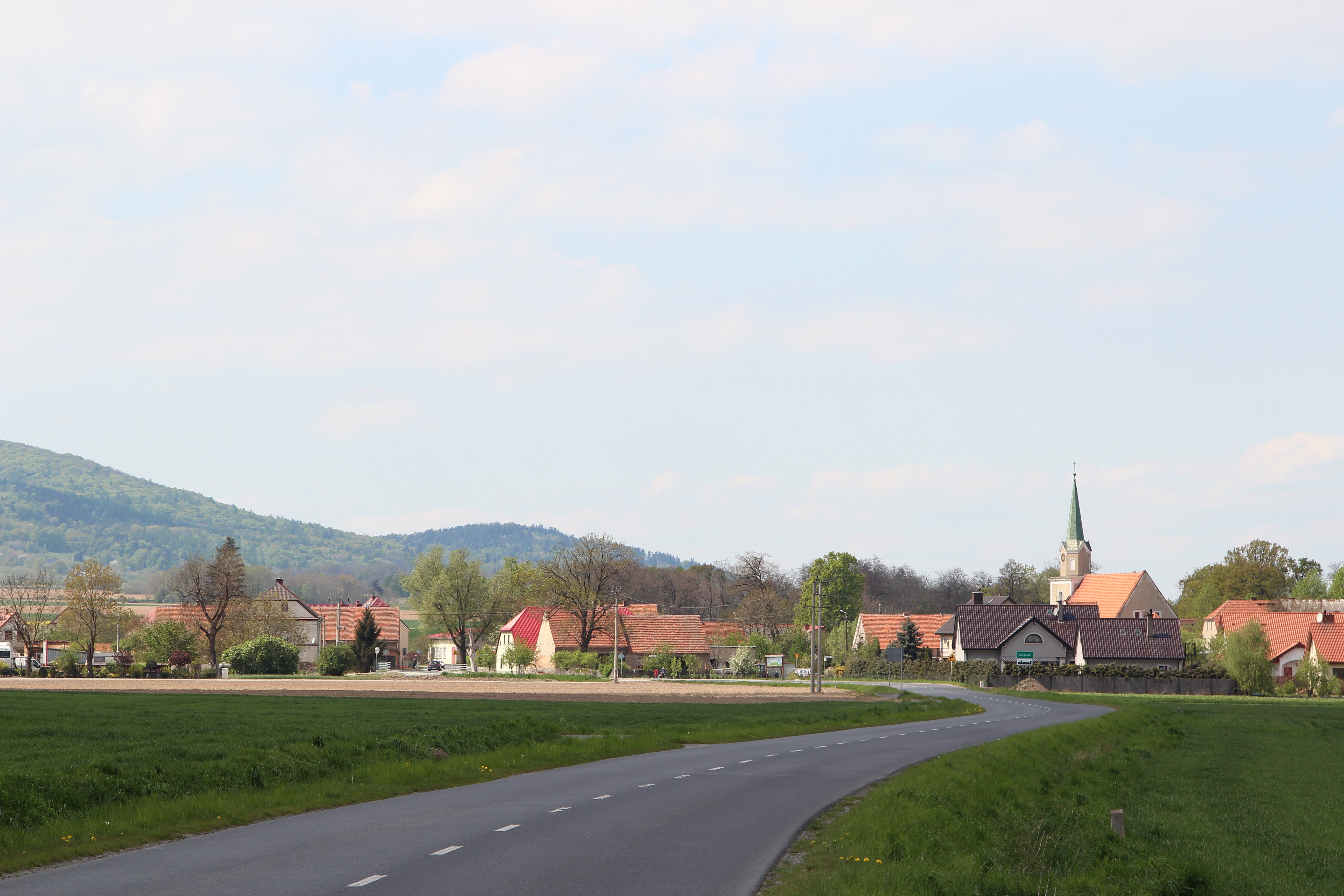
Świątniki

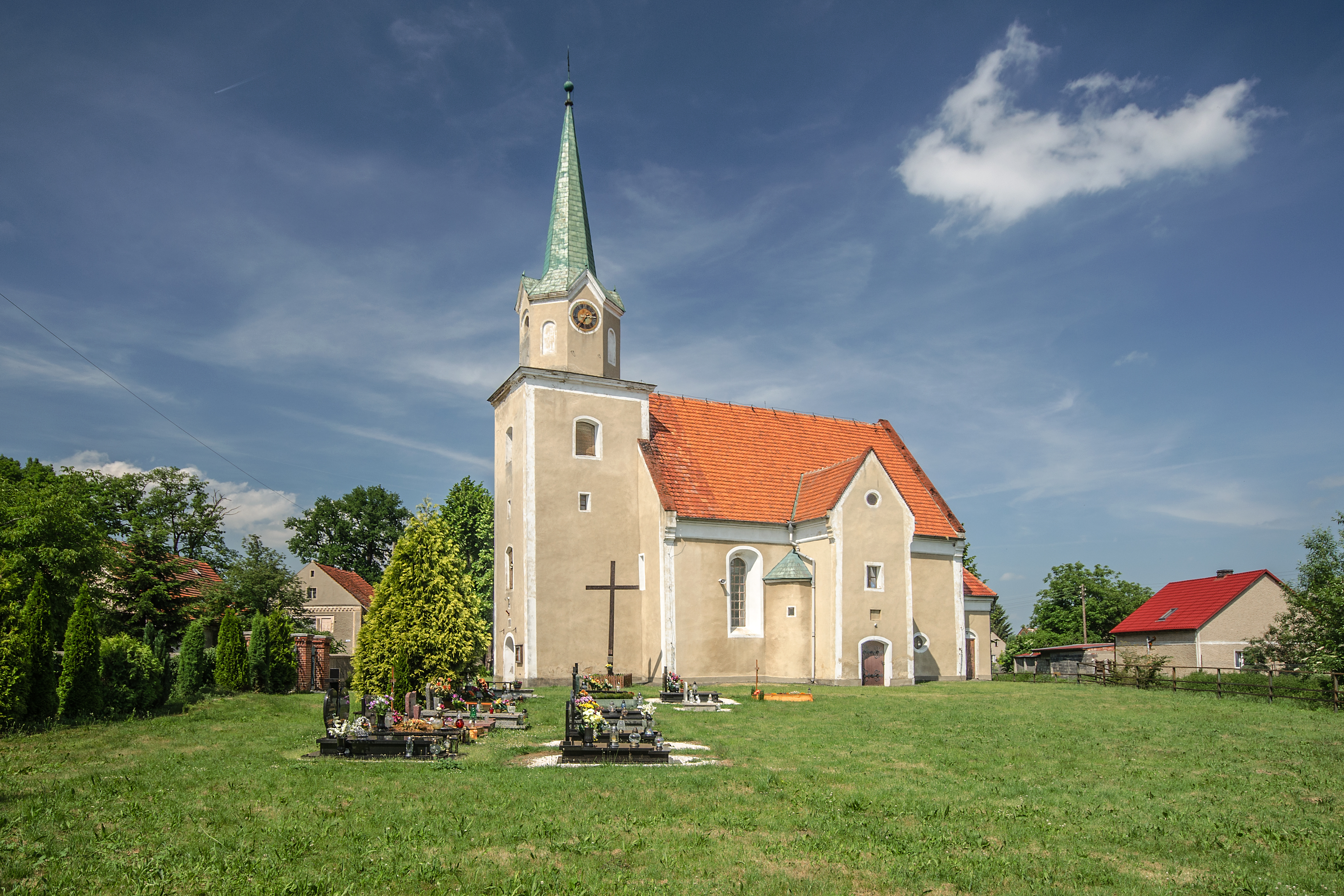
Muttergotteskirche

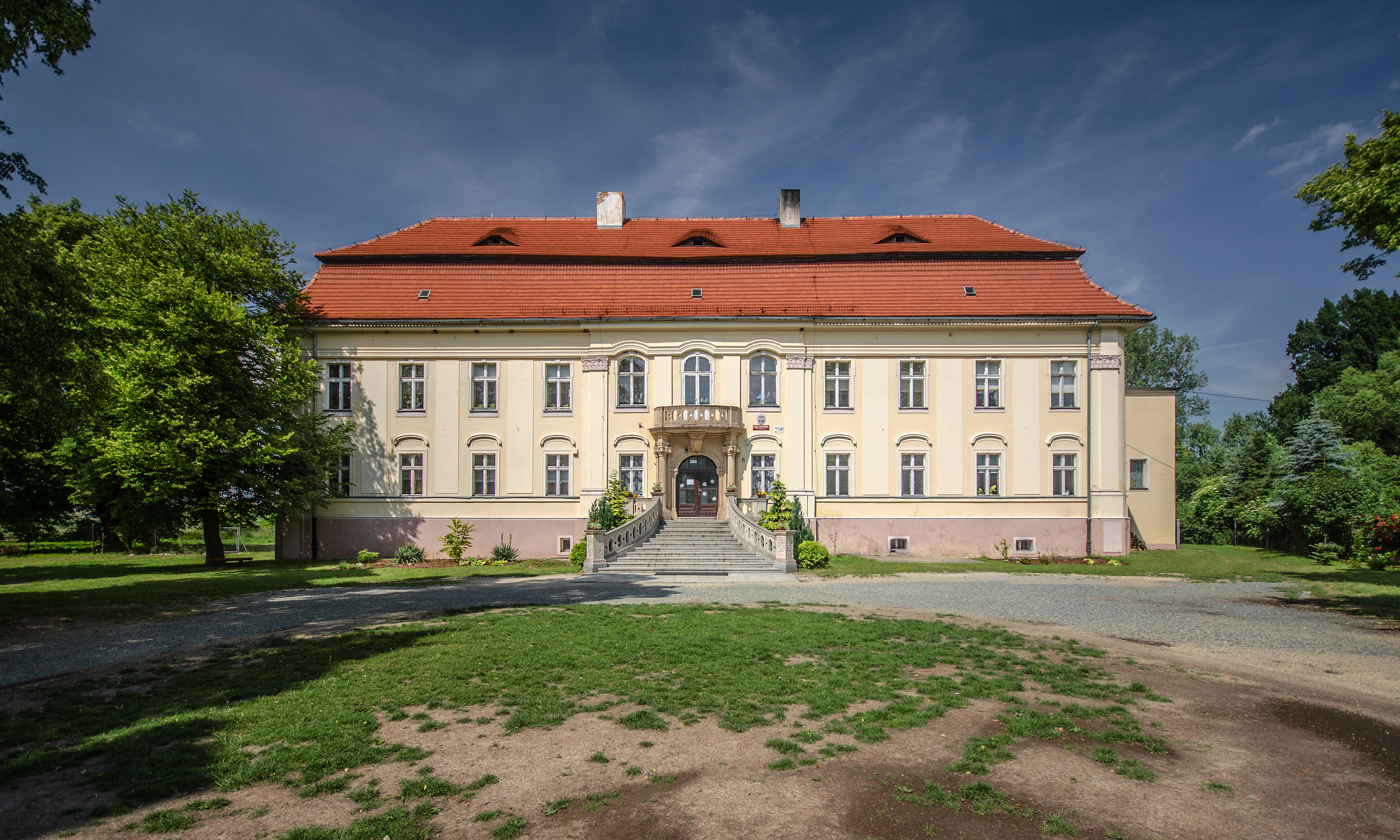
Schloss Schwentnig

Świątniki (deutsch: Schwentnig, schlesisch Schwentnich) ist ein Dorf der Stadt- und Landgemeinde Sobótka (Zobten am Berge), im Powiat Wrocławski der Woiwodschaft Niederschlesien in Polen.

## Lage
Nachbarorte von Świątniki sind Księginice Małe (Klein Kniegnitz) im Südwesten, Przezdrowice (Prschiedrowitz) im Nordwesten, Nasławice (Naselwitz) im Nordosten, Jordanów Śląski (Jordansmühl) im Osten.

## Geschichte
Schwentnig gilt als uralte Siedlungsstätte und eine der ältesten Siedlungen im Nimptscher Land. Bei Ausgrabungen des Altertumsvereins wurden in der Umgebung ein zerstörtes Skelettgrab mit Scherben, Flintspäne und eine Pfeilspitze aus Feuerstein entdeckt, des Weiteren Reste eines Gefäßes aus der älteren Bronzezeit. Die Ersterwähnung von Schwentnig erfolgte 1288, als Herzog Heinrich IV. das Erbgut der Pfarrkirche von Nimptsch schenkte. Bereits der deutsche Linguist Paul Hefftner vermutete, dass sich der germanisierte Ortsname Schwentnig vom polnischen Wort „Świątnicy“ für Kirchendiener ableiten dürfte. Möglicherweise wohnten in der Dienstsiedlung nördlich von Nimptsch Leistungsträger der Kirche, die parallel zum benachbarten Poppelwitz Küsterpflichten verrichteten. Im 13. bis 14. Jahrhundert wurde das Land von deutschen Siedlern neu erschlossen.
Territorial fiel Schwentnig 1311 durch Ausgliederung aus dem Herzogtum Breslau an das neu entstandene Herzogtum Brieg, das seit 1329 ein Lehen der Krone Böhmen war. Es wurde bis 1675 von den Schlesischen Piasten regiert und fiel dann durch Heimfall an den böhmischen Landesherrn. Dadurch erlangte es den Status eines Erbfürstentums. Schwentnig wurde Sitz einer Majoratsherrschaft, zu der Schwentnig, Klein Kniegnitz und Prschiedrowitz gehörten. Ende des 16. Jahrhunderts war Leonhard von Gellhorn Besitzer von Schwentnig und Prschiedrowitz, darauf folgte sein Sohn gleichen Names. Nach einem Totschlag-Fall in der Familie von Gellhorn wurde der Besitz von den Brieger Herzögen eingezogen. In den 1650er Jahren erhielt Zdenco Hovara von der Duba und Leipa das Lehen. Der böhmische Edelmann warb weitere Exulanten aus seiner Heimat an und siedelte sie in Prschiedrowitz an. in Schwentnig errichtete er ein neues Schloss. Durch die Vermählung mit der Witwe von Zdenco, Reichsgräfin Bibiane von Promnitz gehörten die Güter 1680 Herzog Friedrich Rudolf von Schleswig-Holstein-Sonderburg-Norburg. 1717 erwarb Friedrich Freiherr von Sandresky die Güter. 1740 wurden sie von dessen Erben an Friedrich Freiherr von Zedlitz auf Wilkau veräußert.
Nach dem Ersten Schlesischen Krieg fiel Schwentnig mit dem größten Teil Schlesiens an Preußen. Die alten Verwaltungsstrukturen wurden aufgelöst und Schwentnig zunächst in den Landkreis Nimptsch eingegliedert. In den 1780er Jahren besaß Schwentnig der Kreisdeputierte Karl Alexander Baron von Zedlitz. 1783 zählte Schwentnig eine evangelische Kirche die Filiale von Klein Kniegnitz war, ein Vorwerk, vier Bauern, zwei Wassermühlen, 28 Gärtner, sechs Häusler und 317 Einwohner. Schwentnig gehörte seit 1815 zum Regierungsbezirk Reichenbach und nach dessen Auflösung 1820 zum Regierungsbezirk Breslau in der Provinz Schlesien. Anfang des 19. Jahrhunderts war der Inhaber der Herrschaft Schwentnig Gottlieb Julius von Zedlitz und Trützschler. 1845 zählte Schwentnig 65 Häuser, ein herrschaftliches Schloss, zwei Vorwerke, 354 überwiegend evangelische Einwohner (21 katholisch), evangelische Kirche zu Klein Kniegnitz, eine evangelische Schule (eingeschult: Thomitz), katholische Kirche zu Naselwitz, eine Wassermühle mit zwei Einwohnern, eine Rossmühle, eine Ölmühle, eine Brauerei, eine Brennerei, zehn Handwerker und fünf Händler. 1840 betrug der Kaufpreis der Herrschaft Schwentnig, inkl. Klein Kniegnitz und Prschiedowitz 130.000 Reichstaler.
Seit 1874 bildete Schwentnig einen eigenen Amtsbezirk. Zum 1. Oktober 1932 wurde der Kreis Nimptsch im Zuge von Sparmaßnahmen infolge der Weltwirtschaftskrise aufgelöst und Schwentnig dem Landkreis Reichenbach zugeschlagen. Als Folge des Zweiten Weltkriegs fiel Schwentnig mit dem größten Teil Schlesiens 1945 an Polen. Nachfolgend wurde es in Świątniki umbenannt. Die einheimische deutsche Bevölkerung wurde – soweit sie nicht vorher geflohen war – vertrieben. Die neu angesiedelten Bewohner stammten teilweise aus Ostpolen, das an die Sowjetunion gefallen war. Heute ist Świątniki Teil der Landgemeinde Sobótka.
Von 1975 bis 1998 gehörte Świątniki zu Woiwodschaft Breslau.

## Sehenswürdigkeiten
- Römisch-katholische Filialkirche Zur Schmerzhaften Muttergottes wurde 1864 als evangelische Filialkirche errichtet.
- Schloss Schwentnig, barockes Schloss aus dem 18. bis 20. Jahrhundert, umgeben von einem Schlosspark[7]

## Persönlichkeiten
- Carl Eduard Graf von Zedlitz und Trützschler (1800–1880), preußischer Verwaltungsbeamter, Landrat und Regierungspräsident
- Otto Eduard Graf von Zedlitz und Trützschler (1873–1927), Ornithologe und Schriftsteller; geboren auf Gut Schwentnig.